# لوکا د فیلیپو
لوکا د فیلیپو (ایتالیایی: Luca De Filippo؛ ‏ ۳ ژوئن ۱۹۴۸ – ۲۷ نوامبر ۲۰۱۵) یک هنرپیشه اهل ایتالیا بود.
از فیلم‌ها یا برنامه‌های تلویزیونی که وی در آن نقش داشته‌است می‌توان به دوبار متولد شد اشاره کرد.